# Басьє (Вірджинія)
Басьє (англ. Basye) — переписна місцевість (CDP) в США, в окрузі Шенандоа штату Вірджинія. Населення — 1374 особи (2020).

## Географія
Басьє розташований за координатами 38°49′4″ пн. ш. 78°45′57″ зх. д. / 38.81778° пн. ш. 78.76583° зх. д. (38.817740, -78.765942).  За даними Бюро перепису населення США в 2010 році переписна місцевість мала площу 22,79 км², з яких 22,55 км² — суходіл та 0,24 км² — водойми.

## Демографія
Згідно з переписом 2010 року, у переписній місцевості мешкали 1253 особи в 573 домогосподарствах у складі 388 родин. Густота населення становила 55 осіб/км².  Було 1646 помешкань (72/км²).
Расовий склад населення:
| - 94,9 % — білих - 1,4 % — чорних або афроамериканців - 0,4 % — корінних американців - 0,2 % — азіатів |

До двох чи більше рас належало 2,9 %. Частка іспаномовних становила 2,9 % від усіх жителів.
За віковим діапазоном населення розподілялося таким чином: 16,3 % — особи молодші 18 років, 57,1 % — особи у віці 18—64 років, 26,6 % — особи у віці 65 років та старші. Медіана віку мешканця становила 53,3 року. На 100 осіб жіночої статі у переписній місцевості припадало 99,8 чоловіків;  на 100 жінок у віці від 18 років та старших — 99,8 чоловіків також старших 18 років.
Середній дохід на одне домашнє господарство  становив 59 285 доларів США (медіана — 38 684), а середній дохід на одну сім'ю — 79 580 доларів (медіана — 58 750). За межею бідності перебувало 5,0 % осіб, у тому числі 0,0 % дітей у віці до 18 років та 0,0 % осіб у віці 65 років та старших.
Цивільне працевлаштоване населення становило 237 осіб. Основні галузі зайнятості: науковці, спеціалісти, менеджери — 40,1 %, роздрібна торгівля — 26,6 %, освіта, охорона здоров'я та соціальна допомога — 20,7 %.